# Жилле, Фернан
Фернан Жилле (фр. Fernand Gillet; 15 октября 1882, Париж — 8 марта 1980, Бостон) — французско-американский гобоист и педагог. Сын Эрнеста Жилле, племянник и ученик Жоржа Жилле.
Отец Жилле готовил сына к карьере пианиста и по достижении мальчиком двенадцатилетнего возраста обратился к брату с просьбой порекомендовать наилучшего педагога. Жорж Жилле, однако, оставил ученика себе, и уже в 15 лет Фернан Жилле получил первую премию на консерваторском конкурсе. В 1901 года он занял пульт первого гобоя в Оркестре Ламурё, с 1902 года одновременно играл в оркестре Гранд-Опера, а с 1908 года также в децимете «Le Decem» (пять струнных и пять духовых). С началом Первой мировой войны ушёл на фронт, был военным лётчиком, награждён Военным крестом. После демобилизации вернулся к музыкальной карьере. В 1922 года был приглашён Сергеем Кусевицким в сборный оркестр, с которым он гастролировал по Франции; за Кусевицким Жилле последовал в США и в 1925—1946 года занимал пульт первого гобоя в Бостонском симфоническом оркестре. Он также преподавал в Консерватории Новой Англии и Монреальской консерватории, был удостоен почётных докторских степеней в Консерватории Новой Англии и Истменовской школе музыки.
В память о Жилле с 1981 года проводится конкурс молодых гобоистов и фаготистов (англ. The Fernand Gillet Young Artist Competition).